# Afrasia
 Afrasia  ist eine Gattung der Primaten aus der ausgestorbenen Familie der Afrotarsiidae. Die absolut datierten, rund 37 Millionen Jahre alten fossilen Überreste aus dem unteren Obereozän wurden nahe der Ortschaft Myaing in Myanmar entdeckt und 2012 von einer internationalen Forschergruppe erstmals wissenschaftlich beschrieben.

## Namensgebung
Afrasia ist ein Kunstwort. Die Bezeichnung verweist auf die Verbreitung des Verwandtenkreises dieser Gattung (der Unterordnung Eosimiiformes) in Afrika und Asien. Das Epitheton der Typusart Afrasia djijidae erinnert laut Erstbeschreibung „an ein junges Mädchen aus dem Dorf Mogaung in Zentral-Myanmar.“ Afrasia djijidae ist die bislang einzige beschriebene Art der Gattung Afrasia.

## Erstbeschreibung
Holotypus der Gattung und zugleich der Typusart Afrasia djijidae sind laut Erstbeschreibung ein rechter Molar M2 (Sammlungsnummer NMMP-81), dem als Paratypen drei weitere Molaren (M1, M2, M3) zur Seite gestellt wurden. Diese Zähne stehen den Beschreibungen zufolge in enger verwandtschaftlicher Nähe zu den Merkmalen ähnlich alter Funde von Afrotarsius libycus; Afrotarsius libycus kam  in Afrika (Libyen) vor und ist ebenfalls nur durch wenige Backenzähne belegt. Bei beiden Arten sind die Oberkieferzähne nahezu identisch geformt. Aufgrund der geringen Größe der Zähne wurde geschätzt, dass das Tier rund 100 Gramm gewogen haben könnte.
Die vier Zähne aus Myanmar wurden im Verlauf von sechs Jahren aus mehreren Tonnen Sediment geborgen und in der Erstbeschreibung von Gattung und Art als Beleg interpretiert, dass die Vorfahren der „Eigentlichen Affen“ (der Anthropoidea) in Asien entstanden und von dort aus vor rund 40 Millionen Jahren nach Afrika gewandert sind. In einem Begleitartikel wurde diese Deutung jedoch als zu weitgehend zurückgewiesen.

## Belege
1. 1 2  Yaowalak Chaimanee, Olivier Chavasseau, K. Christopher Beard, Aung Aung Kyaw, Aung Naing Soe, Chit Sein, Vincent Lazzari, Laurent Marivaux, Bernard Marandat, Myat Swe, Mana Rugbumrung, Thit Lwin, Xavier Valentin, Zin-Maung-Maung-Thein, Jean-Jacques Jaeger: Late Middle Eocene primate from Myanmar and the initial anthropoid colonization of Africa. In: PNAS. Band 109, Nr. 26, 2012, S. 10293–10297, doi:10.1073/pnas.1200644109.
2. ↑  Erik R. Seiffert, Doug M. Boyer, John G. Fleagle, Gregg F. Gunnell, Christopher P. Heesy, Jonathan M. G. Perry, Hesham M. Sallam: New adapiform primate fossils from the late Eocene of Egypt. In: Historical Biology. Band 30, Nr. 1–2, 2018, S. 204–226, doi:10.1080/08912963.2017.1306522.
3. ↑  Fossil discovery sheds new light on evolutionary history of higher primates. Auf: eurekalert.org vom 4. Juni 2012
4. ↑  Richard F. Kay: Evidence for an Asian origin of stem anthropoids. In: PNAS. Band 109, Nr. 26, 2012, S. 10132–10133, doi: 10.1073/pnas.1207933109. 
 An Asian Origin for Human Ancestors? Auf: sciencemag.org vom 4. Juni 2012